# Ovayurt, Pazar
Ovayurt là một xã thuộc huyện Pazar, tỉnh Tokat, Thổ Nhĩ Kỳ. Dân số thời điểm năm 2011 là 538 người.